# Dig ska jag älska (Christina Lindbergs)
Dig ska jag älska är ett samlingsalbum från 1995 av den svenska sångerskan Christina Lindberg och dansbandet Christina Lindbergs.

## Låtlista
1. Dig ska jag älska (Lars-Eric Olsson-Keith Almgren)
2. Vid din sida (Calle Kindbom-Mikael Olofsson)
3. Californien (Matts Lindblom)
4. Ge dej tid (Michael Saxell)
5. Ta och ändra dej (You gotta get serious) (James P. Pennington-Troy Seals-Eddie Setser-Eva Andersson)
6. När du tar mig i din famn igen (Ole Johansson)
7. Sången till livet (Dan Hemmingsson-Arnie Nilsson-Ingela Forsman)
8. Du behöver inte silver, du behöver inte guld (Silver Threads and Golden Needles) (Dick Reynolds-Jack Rhodes-Hart Pease Danks-Peter Stedt)
9. I alla väder (Whatever way the wind blowes) (Marschal Crenshaw-Michael Saxell)
10. I skymningen (Banks of the Ohio) (Trad.arr: Lars-Åke Svantesson text: Christina Lindberg)
11. Sommarkänslor (Jan-Eric Carlzon)
12. Min bästa vän (Heart like a rodeo) (Peter McCann-Michael Saxell)